# Джон Фламстед
Джон Фламстед (на английски: John Flamsteed) е английски астроном, пръв директор на Гринуичката обсерватория.

## Биография
Роден е на 19 август 1646 година в Денби, Дербишир, Англия, единствен син на Стивън Фламстед и първата му съпруга Мария Спедмен. От ранна възраст започва да се занимава с астрономия и изчислява точно слънчевите затъмнения през 1666 и 1668.
Фламстед се подготвя за свещеническа длъжност, но е извикан в Лондон, където през 1675 е назначен на новосъздадената длъжност кралски астроном, а малко по-късно е основана Гринуичката обсерватория. През 1684 става свещеник в Бърстоу, Съри, където остава до края на живота си, макар че запазва и длъжността кралски астроном.
Умира на 31 декември 1719 година в Бърстоу на 73-годишна възраст.

## Научна дейност
Уран е първата планета, открита с помощта на съвременната наука. Преди обаче тя да бъде разпозната като планета, множество астрономи са я класифицирали като звезда. За най-ранно наблюдение се смята това на Джон Фламстед през 1690 година, когато той я записва под каталожен номер „34 Телец“.

## Признание
- Научен сътрудник на Кралското общество (1677).
- Кратерът Flamsteed на Луната е кръстен на него.
- Астероидът 4987 Flamsteed е наречена в негова чест.
- Многобройни училища и колежи в Дербишир са кръстени на него.